# George Zweig
George Zweig (/zwaɪɡ/; sinh ngày 30 tháng 5 năm 1937) là nhà vật lí người Mỹ gốc Nga, sinh ra tại Moscow. Ông được đào tạo vật lý hạt dưới sự hướng dẫn của Richard Feynman. Ông được giải thưởng MacArthur Fellowship.Sau khi giới thiệu độc lập với Gell-Mam mô hình quark(mặc dù ông đặt tên là "aces") ông chuyển sự chú ý sang thần kinh học.<google>
Ông đã giới thiệu, độc lập với Murray Gell-Mann, mô hình quark (mặc dù ông đặt tên là "aces"). Sau đó ông chuyển sự chú ý của mình sang thần kinh học. Ông đã làm việc như một nhà khoa học nghiên cứu tại Phòng thí nghiệm quốc gia Los Alamos và MIT, và trong ngành dịch vụ tài chính.

## Thời trẻ
Zweig được sinh ra ở Moscow, Nga vào một gia đình Do Thái. Cha ông là một kỹ sư dân dụng kết cấu. Ông tốt nghiệp Đại học Michigan năm 1959, với bằng cử nhân toán học, đã tham gia nhiều khóa học vật lý như môn tự chọn. Ông lấy bằng tiến sĩ về vật lý lý thuyết tại Viện Công nghệ California năm 1964.

## Sự nghiệp
Zweig đề xuất sự tồn tại của các quark tại CERN, độc lập với Murray Gell-Mann, ngay sau khi bảo vệ luận án tiến sĩ của ông. Zweig gọi họ là "aces", sau bốn lá bài, bởi vì anh ta suy đoán có bốn người trong số họ (trên cơ sở bốn lepton tồn tại được biết đến vào thời điểm đó). Sự ra đời của các quark cung cấp một nền tảng cho vật lý hạt.
Giống như Gell-Mann, ông nhận ra rằng một số tính chất quan trọng của các hạt như baryon (ví dụ, proton và neutron) có thể được giải thích bằng cách xử lý chúng như ba bộ phận của các hạt cấu thành khác (mà ông gọi là aces và Gell-Mann gọi là quark) số baryon và điện tích. Không giống như Gell-Mann, Zweig đã phần nào dẫn đến hình ảnh của ông về mô hình quark bởi những phân rã đặc biệt suy giảm của meson to π, một tính năng được mã hóa bởi cái được gọi là Quy tắc OZI, " Z "viết tắt của" Zweig ". Trong thuật ngữ kỹ thuật tiếp theo, cuối cùng các quark của Gell-Mann gần với "các quark hiện tại", trong khi Zweig là "các quark thành phần".